# Wiehengebergte
Het Wiehengebergte (Duits: Wiehengebirge, ook Wiehen genoemd) is een tot 320 m hoog heuvelland van het Weserbergland in het noordoosten van de deelstaat Noordrijn-Westfalen en het zuidwesten van Nedersaksen in Duitsland. Het dichtbeboste gebergte maakt deel uit van het natuurpark TERRA.vita.
Het kent drie doorbraakdalen: bij Melle met de bovenloop van de Hunte; bij Bieren, gemeente Rödinghausen met de Große Aue; en aan het oosteinde dat van de Wezer bij Porta Westfalica.
Het gebergte is vooral bekend vanwege het Keizer Wilhelmmonument nabij de Poort van Westfalen, dat op het oostflank van de Wittekindsberg staat, niet ver van het stadje Porta Westfalica. Het gebergte is goed te bereiken vanuit de dichtbevolkte omgeving, waar Osnabrück de grootste stad is. Mede om die reden is het een geliefd wandelgebied. Het gebergte wordt onder meer van west naar oost doorlopen door de Europese wandelroute E11, die van Den Haag loopt naar de grens van Polen met Litouwen. De E11 is ter plaatse ook wel bekend als Wittekindsweg.

## Etymologie
De naam Wiehengebergte komt vanuit het Oudsaksisch, waarin wih slaat op het 'gewijde gebergte'. Voor de Germanen waren wouden, met name bergwouden, heilig. Een meer ironische verklaring slaat op het Duitse 'wie ein gebirge', in het Nederlands 'zoals een gebergte'. Dit slaat op de geringe hoogte die zelden boven de 300m uitkomt. En op grond van de duidelijke oost-westligging en het smalle karakter wordt het gebergte in de dagelijkse omgang ook wel de 'boerenliniaal' genoemd.